# نيكولاس تانغ
نيكولاس تانغ (بالإنجليزية: Nicholas Tongue) (مواليد 8 أبريل 1973) هو سبّاح نيوزيلندي، مثّل بلاده في الألعاب الأولمبية الصيفية 1996.

## روابط خارجية
نيكولاس تانغ على موقع الاتحاد الدولي للسباحة (الإنجليزية)
- نيكولاس تانغ على موقع اللجنة الأولمبية الدولية (الإنجليزية)
- نيكولاس تانغ على موقع أوليمبيديا (الإنجليزية)
- نيكولاس تانغ على موقع اللجنة الأولمبية النيوزيلندية (الإنجليزية)
- نيكولاس تانغ على موقع اتحاد ألعاب الكومنولث (مؤرشف) (الإنجليزية)